# いばらの鳥
『いばらの鳥』（いばらのとり、原題：가시나무새）は、2011年3月2日から5月5日にかけて韓国KBSで放送された連続テレビドラマ。毎週水曜と木曜の21時55分から放送された。全20話。GnGプロダクションが製作し、イ・ソニが脚本を書き、キム・ジョンチャンが演出した。
親友同士だったが誤解から絶交した2人の女性、女優になる「健気なヒロイン」ジョンウンと映画制作者になる「悲しき悪女」ユギョンを中心にした男女4人の愛憎劇で、ヒロイン役のハン・ヘジンと悪女役のキム・ミンジョンおよびチュ・サンウクとソ・ドヨンが主演した。
日本では衛星劇場などで放送された。

## 登場人物

### 主要人物
ソ・ジョンウン〈24歳、31歳〉
演 - ハン・ヘジン。中学生時代：キム・ソヒョン
女優。孤児院で育った。
ハン・ユギョン
演 - キム・ミンジョン。中学生時代：ユン・ジョンウン
映画制作者。女優イ・エリンの娘。中学生のとき、家に連れて来たジョンウンがいるところで、育ての母から実母ではないことなどを知らされる。その後ジョンウンが嘘の噂を流していると誤解して、親友だったジョンウンと絶交する。実母イ・エリンの前から消えた実父は服役中に獄死している。
イ・ヨンジョ
演 - チュ・サンウク。高校生時代：イ・テリ
映画プロデューサー。死んだと聞かされていた母が実は生きていて、母は亡父の愛人で、不良青年パク・ハンスの母キム・ゲスンであることを高校1年生のときに知る。後に生地店の社員として再出発する。
チェ・ガンウ
演 - ソ・ドヨン
映画助監督。後に映画監督。チェ・ジョンダルの息子。

### ヘジュグループの関連人物
イ・ヨングク
演 - チョン・ウイガプ
ヘジュ・ファッション会長。イ・ヨンジョの異母兄弟。
イ
演 - オ・ヒョンギョン
イ・ヨングクとイ・ヨンジョの祖父。生地店から商売を始め、ヘジュグループを築き上げた人物で、息子イ・スングが若くして死んだのは孫ヨンジョの産みの母キム・ゲスンのせいだと思って恨んでいる。
イ・エリン（ユン・ミョンジャ）
演 - チョン・ファヨン
女優。ハン・ユギョンの実母。
チェ・ジョンダル
演 - パク・チイル
ヘジュ・ピクチャーズ社長。チェ・ガンウの父親。イ・エリンのマネージャーをしていた。
ソジン
演 - チョン・ウンビョル
ヘジュ・ピクチャーズ所属の女優。

### その他の人物
ユン・ミョング
演 - アン・スンフン
イ・エリンの弟。
スングム
演 - イ・ミヨン
ユン・ミョングの妻。
ユン・ハック
演 - イ・ウォンジェ
ユン・ミョングとスングムの息子。
ハンビョル
演 - キム・スヒョン
イ・ヨンジョの娘。実母はハン・ユギョン。ジョンウンが母として育てる。
ヤン・ミリョン
演 - キム・ハウン
ジョンウンの友人。
パク・ハンス
演 - チェ・ジェウォン。青年時代：キム・ドンヨン
イ・ヨンジョの異父兄。若いころはヨンジョから金を巻き上げ、10年後にジョンウンの友人ミリョン相手に詐欺を働き、ジョンウンが貯めた金を奪う。
キム・ゲスン
演 - ソン・オクスク
イ・ヨンジョとパク・ハンスの母。美容室の雇われ店主。
パク会長
演 - チェ・サンフン
ソジンの父親。イ・ヨングクが会長をしているヘジュ・ファッションのライバル会社UBアパレル会長。
ジョンウンの母の前夫
演 - チャン・ヨン
ジョンウンに会い、ジョンウンの母が身寄りもなく最近寂しく亡くなったことを告げて、遺影を渡す。

## スタッフ
- 監督：キム・ジョンチャン
- 脚本：イ・ソニ